# Tuapse

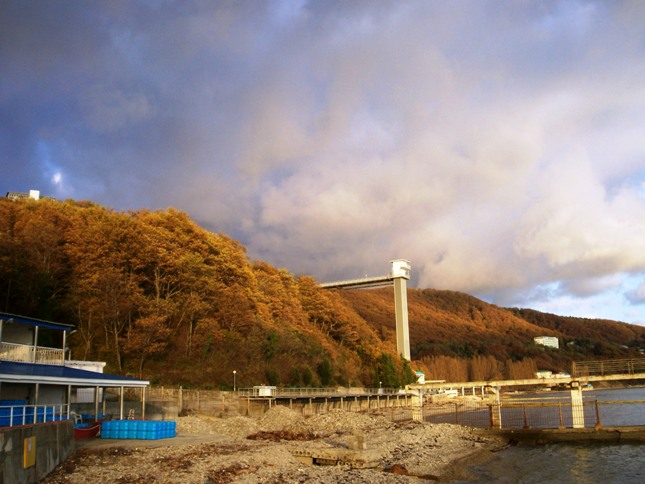
Biển Đen gần Tuapse vào tháng 11

Tuapse (tiếng Nga: Туапсе́; tiếng Adygea: ТIуапсэ) là một thành phố Nga. Thành phố này thuộc chủ thể Krasnodar Krai, nằm trên bờ biển phía đông bắc của Biển Đen, phía nam Gelendzhik và phía bắc của Sochi. Nó phục vụ như trung tâm hành chính của huyện Tuapsinsky, mặc dù về hành chính nó là riêng biệt. Thành phố có dân số 64.238 người (theo điều tra dân số năm 2002). Đây là thành phố lớn thứ 249 của Nga theo dân số năm 2002. Dân số qua các thời kỳ: 63,233 (Điều tra dân số 2010); 64,238 (Điều tra dân số 2002); 63,081 (Điều tra dân số năm 1989). Tuapse là một thành phố hải cảng và trung tâm phía bắc của khu vực nghỉ dưỡng kéo dài đến phía nam tận Sochi.